# كاغل
كاغل (بالإنجليزية: Kaggle)‏ هي إحدى الشركات التابعة لشركة جوجل، عبارة عن مجتمع عبر الإنترنت لعلماء البيانات ومهندسي التعلم الآلي. يسمح كاغل للمستخدمين بالعثور على مجموعات البيانات ونشرها، واستكشاف نماذج الذكاء الاصطناعي وإنشائها في بيئة علم البيانات المستندة إلى الويب، والعمل مع علماء البيانات الآخرين ومهندسي التعلم الآلي، والدخول في مسابقات لحل تحديات علوم البيانات.
كانت بداية كاغل في عام 2010 من خلال تقديم مسابقات التعلم الآلي وعلوم البيانات، وتقدم الآن أيضًا منصة بيانات عامة ومنصة عمل قائمة على السحابة لعلوم البيانات وتعليم الذكاء الاصطناعي. كان موظفوها الرئيسيون هم أنتوني جولدبلوم وجيريمي هوارد. نيكولاس جروين كان رئيس مؤسسًا خلفه ماكس ليفشين. تم رفع حقوق الملكية في عام 2011 بقيمة الشركة 25 مليون دولار. في 8 مارس 2017، أعلنت جوجل أنها ستستحوذ على كاغل.

## مجتمع كاغل
أعلنت كاغل في يونيو 2017 أنها تجاوزت مليون مستخدم مسجل. ينتشر أعضاء المجتمع في 194 دولة. وهو مجتمع متنوع، بدءًا مِمّن بدأوا للتو في علم البيانات والذكاء الاصطناعي، إلى العديد من أفضل الباحثين في العالم في المجال.
تجذب مسابقات كاغل بانتظام أكثر من ألف فريق وفرد. يضم مجتمع كاغل الآلاف من مجموعات البيانات العامة ومقتطفات التعليمات البرمجية (تسمى "kernels" على كاغل). ينشر العديد من هؤلاء الباحثين أوراقًا في مجلات عالمية بناءً على أدائهم في مسابقات كاغل.
بحلول مارس 2017، كان صندوق تو سيغماز الاستثماري يدير مسابقة على كاغل لترميز خوارزمية تداول.

## خدمات كاغل
- مسابقات التعلم الآلي: كان هذا أول منتج لشركة كاغل. تنشر الشركات المختلفة مشكلاتها على المنصة، ويتنافس الاعضاء لبناء أفضل خوارزمية، ويحصل مطورو أفضل نماذج عادةً على جوائز نقدية.
- نواة كاغل: منصة عمل قائمة على الحوسبة السحابية لعلوم البيانات والتعلم الآلي. تسمح لعلماء البيانات بمشاركة الكود وتحليله باستعمال لغات بايثون وآر. تمت مشاركة أكثر من 150 ألف «نواة» (مقتطفات برمجية) على كاغل تغطي كل أنواع المهام والبرامج، بدءًا من تحليل المشاعر وحتى تحديد واكتشاف الاهداف.
- النظام الأساسي لمجموعات البيانات العامة: يشارك أعضاء المجتمع مجموعات البيانات مع بعضهم البعض. لدى كاغل مجموعات بيانات عن كل شيء بدءًا من الأشعة السينية للعظام وحتى نتائج نوبات الملاكمة.
- تعلم كاغل: منصة لتعليم الذكاء الاصطناعي في أجزاء يمكن التحكم فيها.

## كيف تعمل مسابقات كاغل
1. يقوم مضيف المسابقة بإعداد البيانات ووصف المشكلة المراد حلها.
2. يجرب المشاركون تقنيات مختلفة ويتنافسون ضد بعضهم البعض لإنتاج أفضل النماذج والحلول البرمجية. تتم مشاركة العمل بشكل عام من خلال «نواة كاغل» لتحقيق أفضل النتائج وإلهام أفكار جديدة. يمكن تقديم الطلبات من خلال «نواة كاغل»، من خلال التحميل اليدوي للبرنامج أو باستخدام واجهة برمجة تطبيقات كاغل. بالنسبة لمعظم المسابقات، يتم تسجيل المشاركات على الفور (بناءً على دقتها التنبؤية بالنسبة إلى ملف حل مخفي) ويتم تلخيصها على لوحة صدارة لافضل الحلول.
3. بعد مرور الموعد النهائي، يدفع مضيف المسابقة أموال الجائزة مقابل «ترخيص عالمي ودائم وغير قابل للإلغاء وخالي من حقوق الملكية [...] لاستخدام الإدخال الفائز»، أي الخوارزمية والبرامج والملكية الفكرية ذات الصلة التي تم تطويرها، وهو «غير حصري ما لم ينص على خلاف ذلك».[7]

إلى جانب مسابقاتها العامة، تقدم كاغل أيضًا مسابقات خاصة تقتصر على كبار المشاركين والاعضاء في كاغل. تقدم كاغل أداة مجانية لمعلمي علوم البيانات لإجراء مسابقات أكاديمية للتعلم الآلي، صف كاغل. تستضيف كاغل أيضًا مسابقات تجنيد يتنافس فيها علماء البيانات للحصول على فرصة لإجراء مقابلة في شركات علوم البيانات الرائدة مثل فيسلوك ووينتون كابيتل ووول مارت.

## تأثير مسابقات كاغل
أجرت كاغل المئات من مسابقات التعلم الآلي منذ تأسيس الشركة. تراوحت المسابقات من تحسين التعرف على إيماءات جهاز كنيكت إلى صنع ذكاء اصطناعي لكرة القدم لفريق مانشستر سيتي إلى تحسين البحث عن بوزون هيغز في سيرن.
أسفرت المسابقات عن العديد من المشاريع الناجحة بما في ذلك تعزيز أحدث ما توصلت إليه أبحاث فيروس نقص المناعة البشرية، تقييمات الشطرنج والتنبؤ بحركة المرور. من المسابقات المشهورة، استخدام جيفري هينتون وجورج دال الشبكات العصبية العميقة للفوز بمسابقة استضافتها شركة ميرك. واستخدم فلاد منيه (أحد طلاب هينتون) الشبكات العصبية العميقة للفوز بمسابقة استضافتها أدزونا. ساعد هذا في إظهار قوة الشبكات العصبية العميقة وأدى إلى استخدام التقنية من قبل الآخرين في مجتمع كاغل. استخدم تيانكي جن من جامعة واشنطن أيضًا كاغل لإظهار قوة اكس جي بوست، التي اجتازت ادائها واستحوذت على شهرة خوارزميات الغابات العشوائية منذ ذلك الحين، كواحدة من الطرق الرئيسية المستخدمة للفوز بمسابقات كاغل.
تم نشر العديد من الأوراق الأكاديمية على أساس النتائج التي تم التوصل إليها في مسابقات كاغل. المفتاح إلى ذلك هو تأثير لوحة المتصدرين لحل المشاكل، والتي تشجع المشاركين على مواصلة الابتكار بما يتجاوز أفضل الممارسات الحالية. تتم كتابة طرق الفوز بشكل متكرر على مدونة كاغل.

## المالية
في مارس 2017، أعلنت في-في لي، كبير العلماء في جوجل، أن جوجل بدأت بالاستحواذ على كاغل خلال كلمتها الرئيسية في غوغل نكست.

## روابط خارجية
- الموقع الرسمي
- مدونة كاغل